# Sourdon
Sourdon – miejscowość i gmina we Francji, w regionie Hauts-de-France, w departamencie Somma.
Według danych na rok 1990 gminę zamieszkiwały 264 osoby, a gęstość zaludnienia wynosiła 52 osoby/km² (wśród 2293 gmin Pikardii Sourdon plasuje się na 735. miejscu pod względem liczby ludności, natomiast pod względem powierzchni na miejscu 866.).